# ماثيو هارت
ماثيو هارت (16 مايو 1972 في نيوزيلندا - ) (بالإنجليزية: Matthew Hart)‏ هو لاعب كريكت نيوزلندي. شارك مع منتخب نيوزيلندا الوطني للكريكت.

## وصلات خارجية
- ماثيو هارت على موقع إي آس بي آن كريك إنفو (الإنجليزية)